# Hedbacka
Hedbacka är en bebyggelse i Hova socken i Gullspångs kommun. Från 2015 till 2023 avgränsade SCB här en småort.